# Championnat du Japon de football de deuxième division 2000
Navigation
J2 League 1999 J2 League 2001
Le Championnat du Japon de football de deuxième division 2000 est la 2e édition de la J.League 2. Le championnat a débuté le 11 mars 2000 et s'est achevé le 19 novembre 2000.
Les deux meilleurs de ce championnat sont promus en J.League 2001.

## Les clubs participants
Les équipes classées 15e et 16e de J1 League 1999, le premier de Japan Football League 1999 participent à la compétition.
| Club               | Dernière montée | Ville     | Classement 1999 | Entraîneur        | Depuis | Stade                               | Capacité | Nombre de saisons |
| ------------------ | --------------- | --------- | --------------- | ----------------- | ------ | ----------------------------------- | -------- | ----------------- |
| Urawa Red Diamonds | 2000            | Saitama   | 15e             | Kazuo Saito       | 2000   | Urawa Komaba Stadium                | 21 500   | 1                 |
| Shonan Bellmare    | 2000            | Hiratsuka | 16e             | Hisashi Kato      | 2000   | Hiratsuka Stadium                   | 18 500   | 1                 |
| Oita Trinita       | -               | Ōita      | 3e              | Nobuhiro Ishizaki | 1999   | Stade d'athlétisme municipal d'Oita | 15 943   | 2                 |
| Albirex Niigata    | -               | Niigata   | 4e              | Yoshikazu Nagai   | 1998   | Niigata Athletic Stadium            | 18 671   | 2                 |
| Consadole Sapporo  | 1999            | Sapporo   | 5e              | Takeshi Okada     | 1999   | Stade Sapporo Atsubetsu             | 20 861   | 2                 |
| Omiya Ardija       | -               | Saitama   | 6e              | Toshiya Miura     | 2000   | Stade du parc Omiya                 | 15 500   | 2                 |
| Montedio Yamagata  | -               | Yamagata  | 7e              | Shigeharu Ueki    | 1999   | Stade du parc Yamagata              | 20 315   | 2                 |
| Sagan Tosu         | -               | Tosu      | 8e              | Kazuhiro Koso     | 2000   | Stade de Tosu                       | 24 460   | 2                 |
| Vegalta Sendai     | -               | Sendai    | 9e              | Hidehiko Shimizu  | 1999   | Stade de Sendai                     | 19 694   | 2                 |
| Ventforet Kōfu     | 1999            | Kōfu      | 10e             | Yuji Tsukada      | 2000   | Kose Sports Park Stadium            | 17 000   | 2                 |
| Mito HollyHock     | 2000            | Mito      | 1er             | Branko Babić      | 2000   | Mito Stadium                        | 12 000   | 1                 |

- Relégué de la J1 League 1999
- Promu de la Japan Football League 1999

### Localisation des clubs
| \| Clubs du Grand Tokyo · Omiya Ardija (Saitama) · Ventforet Kōfu (Yamanashi) · Urawa Red Diamonds (Saitama) · Shonan Bellmare (Kanagawa) · Mito HollyHock (Ibaraki) Grand Tokyo Consadole Sapporo Albirex Niigata Oita Trinita Vegalta Sendai Sagan Tosu Montedio Yamagata \| Localisation des clubs engagés dans le championnat. |
| Clubs du Grand Tokyo · Omiya Ardija (Saitama) · Ventforet Kōfu (Yamanashi) · Urawa Red Diamonds (Saitama) · Shonan Bellmare (Kanagawa) · Mito HollyHock (Ibaraki) Grand Tokyo Consadole Sapporo Albirex Niigata Oita Trinita Vegalta Sendai Sagan Tosu Montedio Yamagata                                                           |

| Clubs du Grand Tokyo · Omiya Ardija (Saitama) · Ventforet Kōfu (Yamanashi) · Urawa Red Diamonds (Saitama) · Shonan Bellmare (Kanagawa) · Mito HollyHock (Ibaraki) Grand Tokyo Consadole Sapporo Albirex Niigata Oita Trinita Vegalta Sendai Sagan Tosu Montedio Yamagata |

## Compétition

### Classement
Source : CLASSEMENT J.LEAGUE DIVISION 2 1999 sur transfermarkt.fr
| Rang | Équipe               | Pts | J  | G  | N | P  | Bp | Bc | Diff |
| ---- | -------------------- | --- | -- | -- | - | -- | -- | -- | ---- |
| 1    | Consadole Sapporo    | 94  | 40 | 31 | 5 | 4  | 71 | 22 | +49  |
| 2    | Urawa Red Diamonds R | 82  | 40 | 28 | 3 | 9  | 82 | 40 | +42  |
| 3    | Oita Trinita         | 81  | 40 | 26 | 3 | 11 | 80 | 38 | +42  |
| 4    | Omiya Ardija         | 68  | 40 | 23 | 1 | 16 | 55 | 49 | +6   |
| 5    | Vegalta Sendai       | 55  | 40 | 19 | 2 | 19 | 60 | 69 | -9   |
| 6    | Sagan Tosu           | 48  | 40 | 15 | 5 | 20 | 41 | 52 | -11  |
| 7    | Albirex Niigata      | 46  | 40 | 15 | 5 | 20 | 54 | 63 | -9   |
| 8    | Shonan Bellmare R    | 43  | 40 | 15 | 1 | 24 | 59 | 71 | -12  |
| 9    | Mito HollyHock P     | 43  | 40 | 15 | 4 | 21 | 37 | 61 | -24  |
| 10   | Montedio Yamagata    | 33  | 40 | 11 | 2 | 27 | 40 | 61 | -21  |
| 11   | Ventforet Kōfu       | 18  | 40 | 5  | 3 | 32 | 31 | 84 | -53  |

|  | Promu en J1 League 2001                                               |
|  | P : Promu de Japan Football League 1999 R : Relégué de J1 League 1999 |

## Statistiques

### Meilleurs buteurs
|                    | Buteur            | Club               | Buts | MJ |
| ------------------ | ----------------- | ------------------ | ---- | -- |
| Médaille d'or      | Emerson           | Consadole Sapporo  | 31   | 34 |
| Médaille d'argent  | Will              | Júbilo Iwata       | 22   | 29 |
| Médaille de bronze | Naoki Naruo       | Albirex Niigata    | 17   | 36 |
| 4                  | Jorginho          | Omiya Ardija       | 15   | 32 |
| 5                  | Ryuji Bando       | Consadole Sapporo  | 15   | 30 |
| 6                  | Yoshika Matsubara | Shonan Bellmare    | 12   | 35 |
| 7                  | Yuichiro Nagai    | Urawa Red Diamonds | 12   | 29 |
| 8                  | Shingo Suzuki     | Albirex Niigata    | 11   | 40 |
| 9                  | Masakiyo Maezono  | Shonan Bellmare    | 11   | 38 |
| 10                 | Andrzej Kubica    | Urawa Red Diamonds | 11   | 34 |